# Liste der Naturschutzgebiete in der Stadt Halle (Saale)
Im Stadtgebiet von Halle (Saale) gibt es neun Naturschutzgebiete.
| Name des Gebietes                    | Bild           | Kennung | WDPA   | Landkreis / Stadt         | Beschreibung / Bemerkungen | Standort | Fläche in Hektar | Datum der Verordnung |
| ------------------------------------ | -------------- | ------- | ------ | ------------------------- | -------------------------- | -------- | ---------------- | -------------------- |
| Abtei und Saaleaue bei Planena       | weitere Bilder | 364     | 162041 | Halle (Saale), Saalekreis |                            | Position | 379,83           | 02.04.2003           |
| Bischofswiese                        | weitere Bilder | 117     | 162437 | Halle (Saale)             |                            | Position | 61,28            | 30.03.1961           |
| Brandberge                           | weitere Bilder | 155     | 162532 | Halle (Saale)             |                            | Position | 91,02            | 12.06.1996           |
| Forstwerder                          | weitere Bilder | 185     | 318409 | Halle (Saale)             |                            | Position | 10,58            | 07.12.1998           |
| Lunzberge                            | weitere Bilder | 139     | 164526 | Halle (Saale)             |                            | Position | 62,72            | 22.12.1993           |
| Nordspitze Peißnitz                  | weitere Bilder | 138     | 164843 | Halle (Saale)             |                            | Position | 12               | 10.09.1993           |
| Pfingstanger bei Wörmlitz            |                | 183     | 318942 | Halle (Saale), Saalekreis |                            | Position | 125,64           | 13.10.1998           |
| Rabeninsel und Saaleaue bei Böllberg | weitere Bilder | 165     | 165072 | Halle (Saale)             |                            | Position | 91,46            | 22.05.1996           |
| Saale-Elster-Aue bei Halle           |                | 173     | 319030 | Halle (Saale), Saalekreis |                            | Position | 906,42           | 11.02.1998           |

## Quelle
- Landesverwaltungsamt Sachsen-Anhalt
- Common Database on Designated Areas Datenbank, Version 14